# Губино (Орехово-Зуевский район)
Гу́бино — деревня в Московской области России. Входит в Орехово-Зуевский городской округ, Белавинский сельский округ, Население — 3426 чел. (2021).
Деревня расположена примерно в 14 км к юго-востоку от центра города Орехово-Зуево. Примерно в 12 км от Ликино-Дулево.

## История
Название деревни, предположительно, произошло от некалендарного личного имени Губа. В источниках XIX века упоминается как Губинская.
Деревня находится в исторической области Патриаршина. В конце XVIII века принадлежала Николаю Даниловичу Козлову. В XIX веке деревня входила в состав Кудыкинской волости Покровского уезда Владимирской губернии. Большинство жителей деревни были старообрядцами.
В 1925 году в деревне была паровая мельница, две бумаго-ткацких фабрики и другие текстильные промышленные заведения. В 1994—2004 годах — центр Губинского сельского округа. В 2005—2018 годах входило в состав сельского поселения Белавинское.

## Население
В 1859 году в деревне насчитывалось 133 двора и 989 жителей (486 мужчин и 503 женщины). К 1905 году численность населения возросла до 1508 жителей и 286 дворов. В 1913 году численность населения составляла 2451. В 1925 году в деревне Губино насчитывалось 2226 жителей. В 1997 году в деревне проживало 583 человека.
Согласно Всероссийской переписи, в 2002 году в деревне проживало 2643 человека (1256 мужчин и 1387 женщин); преобладающая национальность — русские (98 %).
| 1926 | 2002  | 2006  | 2010  | 2021  |
| ---- | ----- | ----- | ----- | ----- |
| 2149 | ↗2643 | ↘2587 | ↘2575 | ↗3426 |

## Экономика и промышленность
Ранее в деревне существовало торфопредприятие на котором также производилась техника ЭСУ

Наиболее крупным предприятием, зарегистрированным в этой деревне, является машиностроительный завод «Тонар», производивший сначала прицепы, а потом и грузовики. Других крупных предприятий в Губино нет.
- Тонар 6428, сделанный в Губино
- Логотип МЗ Тонар

## Религия
В деревне действует старообрядческий храм в честь Иконы Казанской Божьей Матери, здание которого построено в 1886 году. В 1930 году он закрывался, а в августе 1945 года снова был передан верующим. В нем находится почитаемый староверами образ Казанской Божьей Матери, с которым связывается чудо избавления от холеры деревни Слободище. Престольный праздник храма — 21 июня.